# Borland
Borland (w latach 1998-2001 pod nazwą Inprise) – amerykańskie przedsiębiorstwo dostarczające oprogramowanie i rozwiązania programistyczne do tworzenia aplikacji. Najbardziej znane z produktów Borland to kompilatory i zintegrowane środowiska programistyczne: Turbo Pascal, Delphi, C++ Builder, JBuilder; Kylix oraz C#Builder. W roku 2005 Borland zatrudniał ponad 1300 pracowników na całym świecie. W 2006 roku firma ogłosiła, że postanowiła się skupić na rynku zarządzania życiem produktu oraz projektowaniem oprogramowania i zarządzania projektami, w związku z tym oddział firmy odpowiedzialny za tworzenie i rozwijanie kompilatorów i środowisk oprogramowania został wydzielony jako zależna spółka – CodeGear, która później została sprzedana Embarcadero Technologies. Obecnie firma udostępnia głównie oprogramowanie oraz usługi związane z zarządzaniem cyklem życia aplikacji.

## Historia przedsiębiorstwa
Przedsiębiorstwo założył w 1983 r. francuski nauczyciel matematyki, Philippe Kahn. Pierwszym produktem był Turbo Pascal, początkowo pisany przez Andersa Hejlsberga. W 1984 pojawił się asystent osobisty SideKick. W 1987 przedsiębiorstwo zakupiło Ansa-Software z systemem obsługi relacyjnych baz danych Paradox (wtedy w wersji 2.0), a dwa lata później powstał arkusz kalkulacyjny Quattro Pro, który charakteryzował się dużymi możliwościami w tworzeniu wykresów.
24 lipca 1991 roku, przedsiębiorstwo oficjalnie wkroczyło do Polski a dystrybutorami zostali Przedsiębiorstwo Zagraniczne Karen, Studio Usług Komputerowych Samba i ParaSoft.
We wrześniu 1991 Borland zakupił Ashton-Tate, zdobywając bazy dBase i InterBase, ale wysokie koszty zakupu były jedną z ważniejszych przyczyn późniejszych problemów finansowych przedsiębiorstwa. Pogłębiło je pojawienie się Microsoft Accessa i zakup przez Microsoft w 1992 r. klona dBase, FoxPro.
Na początku lat 90. borlandowska implementacja C++ oraz Paradox wyposażony w język programowania ObjectPAL były uważane za lepsze od propozycji Microsoftu, jednak w połowie tej dekady dominacja Borlanda na rynku zaczęła się zmniejszać. Wedle niektórych stało się tak właśnie za sprawą konkurencji ze strony Microsoftu, podczas gdy inni sądzą, że wynikło to z próby wprowadzenia zbyt wielu nowych produktów naraz. Borland kierowany przez Kahna niewystarczająco radził sobie ze zmieniającym się rynkiem, gdzie zwrot inwestycji zaczynał odgrywać coraz ważniejszą rolę kosztem innowacyjności, dlatego ten opuścił w końcu przedsiębiorstwo w roku 1994.
W 1995 pod kierownictwem Anders Hejlsberg zaczęło powstawać środowisko typu RAD, Delphi 1.
W 1998 roku Borland przejął przedsiębiorstwo Visigenic Software, czołowego dostawcę technologii ORB (ang. Object Request Broker) – najbardziej rozpowszechnionego standardu tworzenia aplikacji rozproszonych. Dzięki temu programiści otrzymali możliwość uproszczenia procesu tworzenia, wdrażania i zarządzania rozproszonymi aplikacjami korporacyjnymi w przedsiębiorstwach. Na przestrzeni roku 2002 Borland przejął sześć dużych przedsiębiorstw: VMGEAR, Advanced Training Center Ltd, Highlander Engineering, BoldSoft, Starbase Software oraz TogetherSoft Corporation, co pozwoliło na stworzenie zintegrowanego rozwiązania do zarządzania cyklem życia aplikacji. 
W 2006 roku Borland powołał z zamiarem sprzedaży przedsiębiorstwo zależne pod nazwą CodeGear, które przejęło środowiska do tworzenia aplikacji takie jak Delphi, JBuilder a także Interbase. Decyzja argumentowana była chęcią skoncentrowania się wyłącznie na narzędziach do zarządzania cyklem życia aplikacji. CodeGear został sprzedany Embarcadero Technologies w roku 2008.
W maju 2009 roku Borland ogłosił, że zostanie sprzedany firmie Micro Focus za sumę 75 milionów dolarów. Oferta została zatwierdzona przez udziałowców firmy 22 lipca 2009 roku, co dało w wyniku zakup przez Micro Focus firmy w wysokości 1,5 dolara za akcję. Transakcja została pomyślnie zakończona w tym samym miesiącu. Micro Focus wciąż rozwija i oferuje produkty Borland z obszaru ALM.